# 久留米大学前駅
久留米大学前駅（くるめだいがくまええき）は、福岡県久留米市御井朝妻一丁目にある、九州旅客鉄道（JR九州）久大本線の駅である。
特急「ゆふ」が上下1本ずつ停車する。

## 歴史
請願により、建設費を久留米市と久留米大学がそれぞれ負担して新設された。

### 年表
- 1996年（平成8年）
  - 3月7日：久留米市が南久留米 - 御井間に｢久留米大学前駅｣の新設をJRに求めていく方針を発表[3]。
  - 8月：JR久大本線活性化促進協議会が同駅ほか久留米 - 南久留米間の「久留米高校南駅」、御井 - 善導寺間の「櫨の里駅」、田主丸 - 筑後吉井間の「浮羽高校前駅」の設置に取り組む方針を発表[4]。
- 2000年（平成12年）3月11日：開業[2]。
- 2022年（令和4年）3月11日：きっぷうりばの営業を終了[5]。
- 2023年（令和5年）10月1日：JR九州サービスサポートによる業務委託駅から[6]九州旅客鉄道本体による直営駅へと変更される[7]。

## 駅構造
下り列車進行方向に向かって右側に単式ホーム1面1線を有する地上駅である。
直営駅だが、開業から2023年9月までJR九州サービスサポートが駅業務を行う業務委託駅であった。窓口と自動券売機が設置されている。

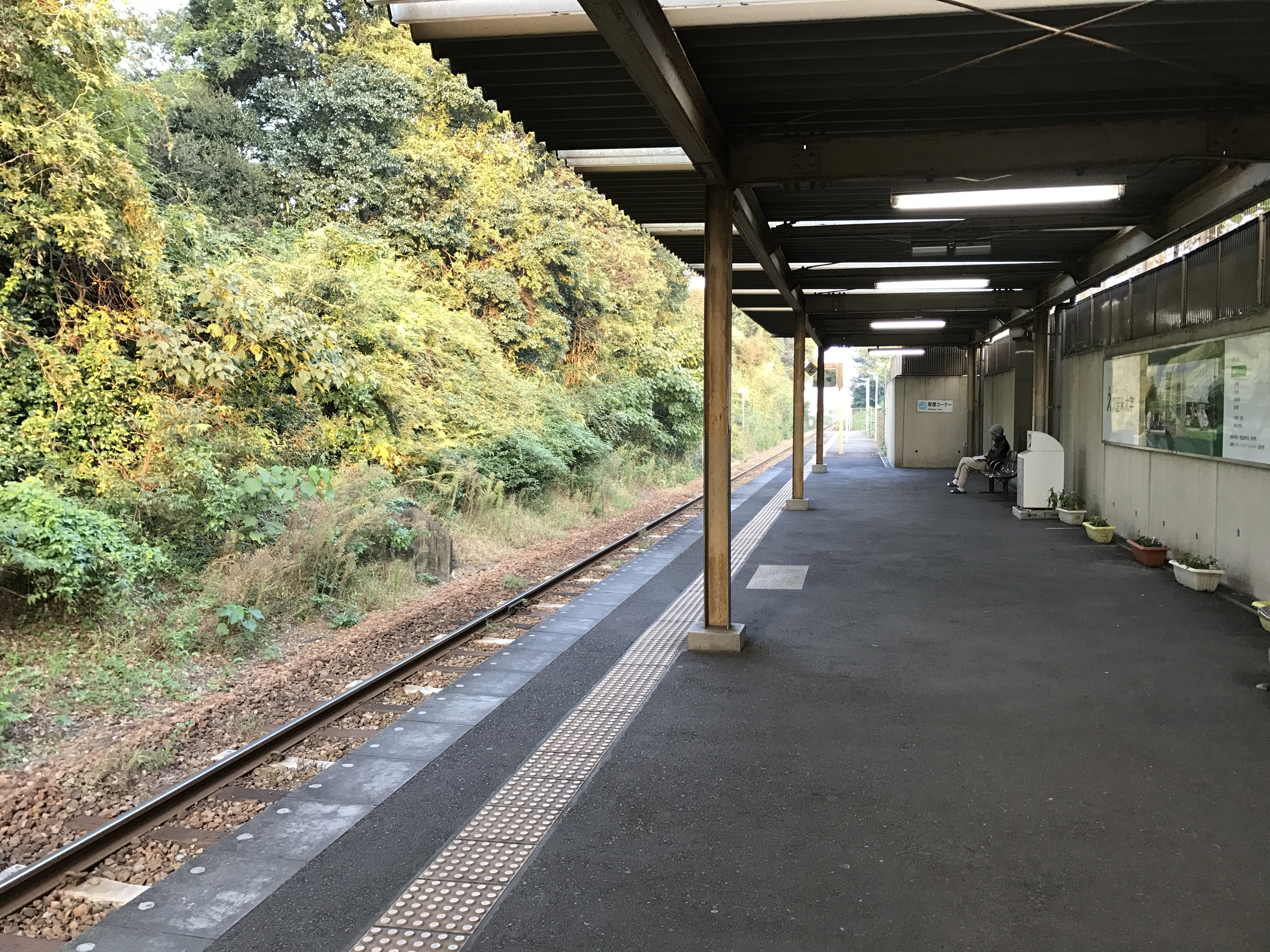
ホーム（2016年11月）
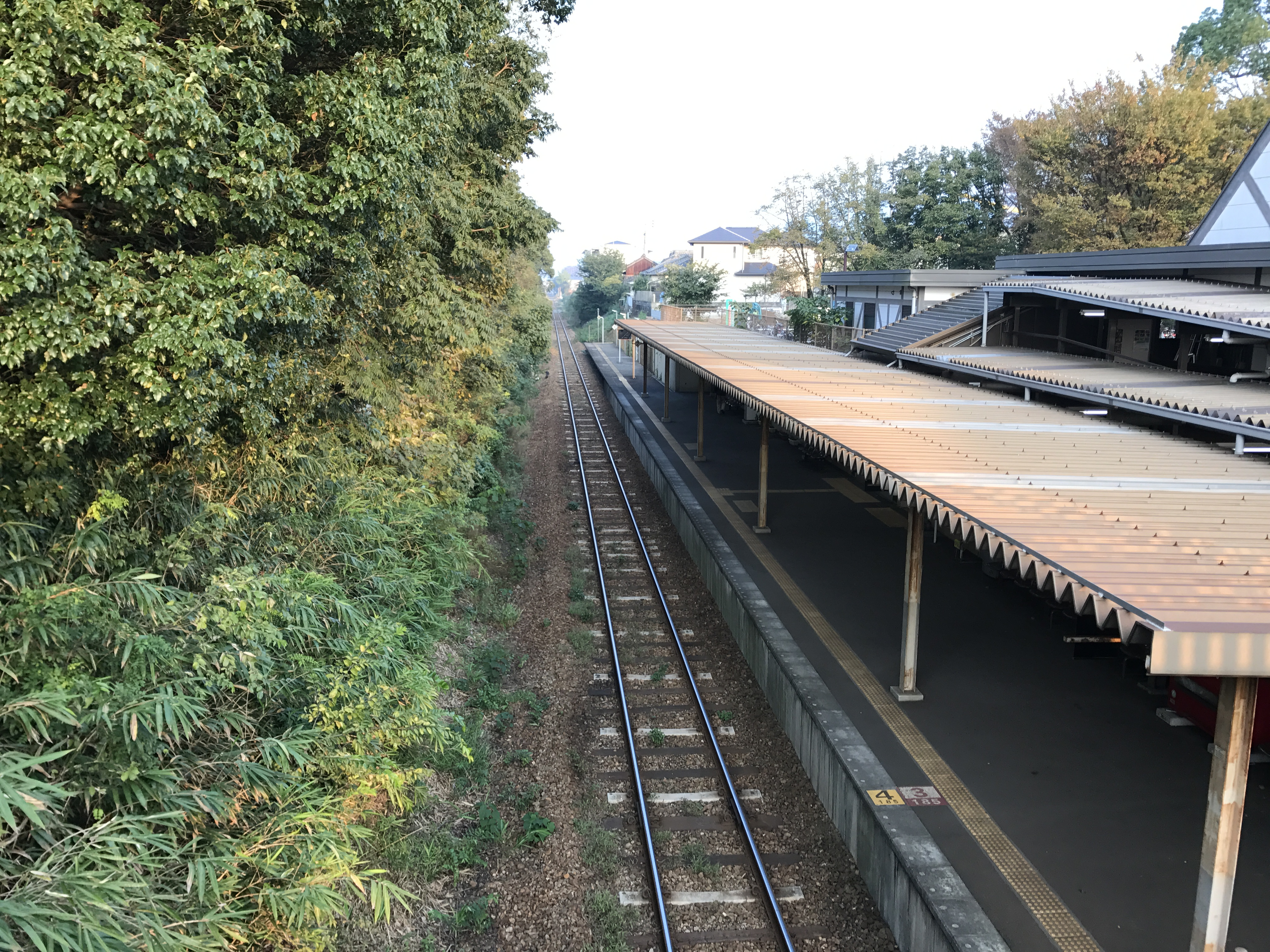
ホーム（2016年11月、駅西側にある跨線橋より）

## 利用状況
2023年度の1日平均乗車人員は1,192人である。
| 年度   | 1日平均 乗車人員 | 1日平均 乗降人員 |
| ------ | ---------------- | ---------------- |
| 2014年 | 1,225            | 2,436            |
| 2015年 | 1,265            | 2,516            |
| 2016年 | 1,289            | 2,559            |
| 2017年 | 1,287            |                  |
| 2018年 | 1,285            | 2,546            |
| 2019年 | 1,261            |                  |
| 2020年 | 797              |                  |
| 2021年 | 1,088            |                  |
| 2022年 | 1,206            |                  |
| 2023年 | 1,192            |                  |

## 駅周辺

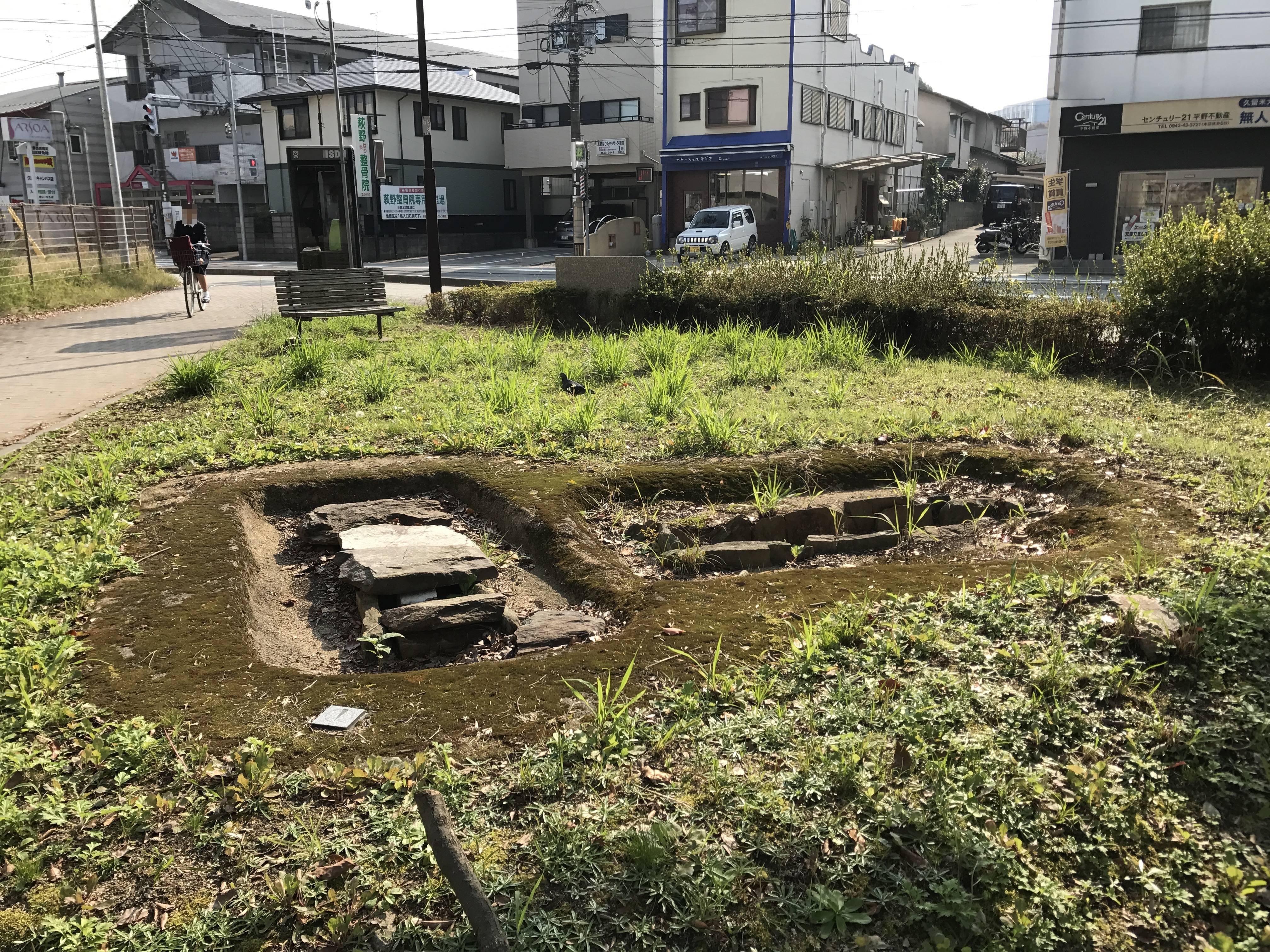
駅前広場に保存された箱式石棺（2016年）
駅建設に伴う発掘調査で発見された。

久留米市中心部より東側にあり、駅前を県道800号が通る。駅名が示すように久留米大学御井学舎まで徒歩1分の場所にあり、周辺は住宅地および学生街となっており、学生向けのアパートや下宿、商店などが多い。
- 久留米大学御井学舎[2] - 駅から横断歩道を渡り、100 mほど西へ行ったところに北門がある。
- 久留米大学医療センター
- 久留米市立南筑高等学校
- 久留米信愛中学校・高等学校
- 久留米大学附設中学校・高等学校
- 独立行政法人農業・食品産業技術総合研究機構九州沖縄農業研究センター久留米園芸研究拠点
- 国道322号
- ヤマダデンキテックランド久留米店（徒歩15分[17])
- 久留米インターチェンジ
- 高良山・高良大社（南東へ徒歩約35分）

### バス路線
久留米大学前
- 駅前の車寄せに併設。西鉄バス久留米の運行。
  - 1：信愛女学院行き
  - 1-1：御井町経由 信愛女学院行き
  - 9：竹の子行き

西鉄久留米駅、JR久留米駅方面は約100m西側の朝妻バス停が最寄り。

## 隣の駅
九州旅客鉄道（JR九州）
■久大本線
- 特急「ゆふ」一部停車駅

南久留米駅 - 久留米大学前駅 - 御井駅